# IC 2590
IC 2590 је лентикуларна галаксија у сазвјежђу Лав која се налази на листи објеката дубоког неба у Индекс каталогу.
Деклинација објекта је + 26° 57' 46" а ректасцензија 10h 36m 16,5s. Привидна величина (магнитуда) објекта IC 2590 износи 13,9 а фотографска магнитуда 14,9. IC 2590 је још познат и под ознакама UGC 5756, MCG 5-25-24, CGCG 154-30, NPM1G +27.0278, PGC 31429.